# Libitina
Libitina – w mitologii rzymskiej bóstwo śmierci i patronka obrzędów pogrzebowych.
Była prastarym rzymskim bóstwem świata podziemnego, którego opiece podlegały ceremonie pogrzebowe. Czczono ją w świętym gaju (lucus Libitinae) położonym przypuszczalnie na Eskwilinie lub Awentynie, gdzie zgodnie z tradycją ustanowioną przez Serwiusza Tuliusza ofiarowywano jej monetę za każdego zmarłego (por. obol Charona). Przechowywano tam również wykazy zmarłych i wynajmowano sprzęt pogrzebowy wraz z obsługą pochówków (stąd określenie urzędnika pogrzebowego – libitinarius).
Nie miała poświęconych jej mitów. Bywała mylona z Prozerpiną jako boginią śmierci. W późniejszym czasie utożsamiano ją z grecką Persefoną.